# Għajnsielem
Għajnsielem (o Ca' Anselmo, tradicionalmente en italiano) es una localidad maltesa y uno de los sesenta y ocho consejos locales que conforman el país desde 1993.

## Geografía

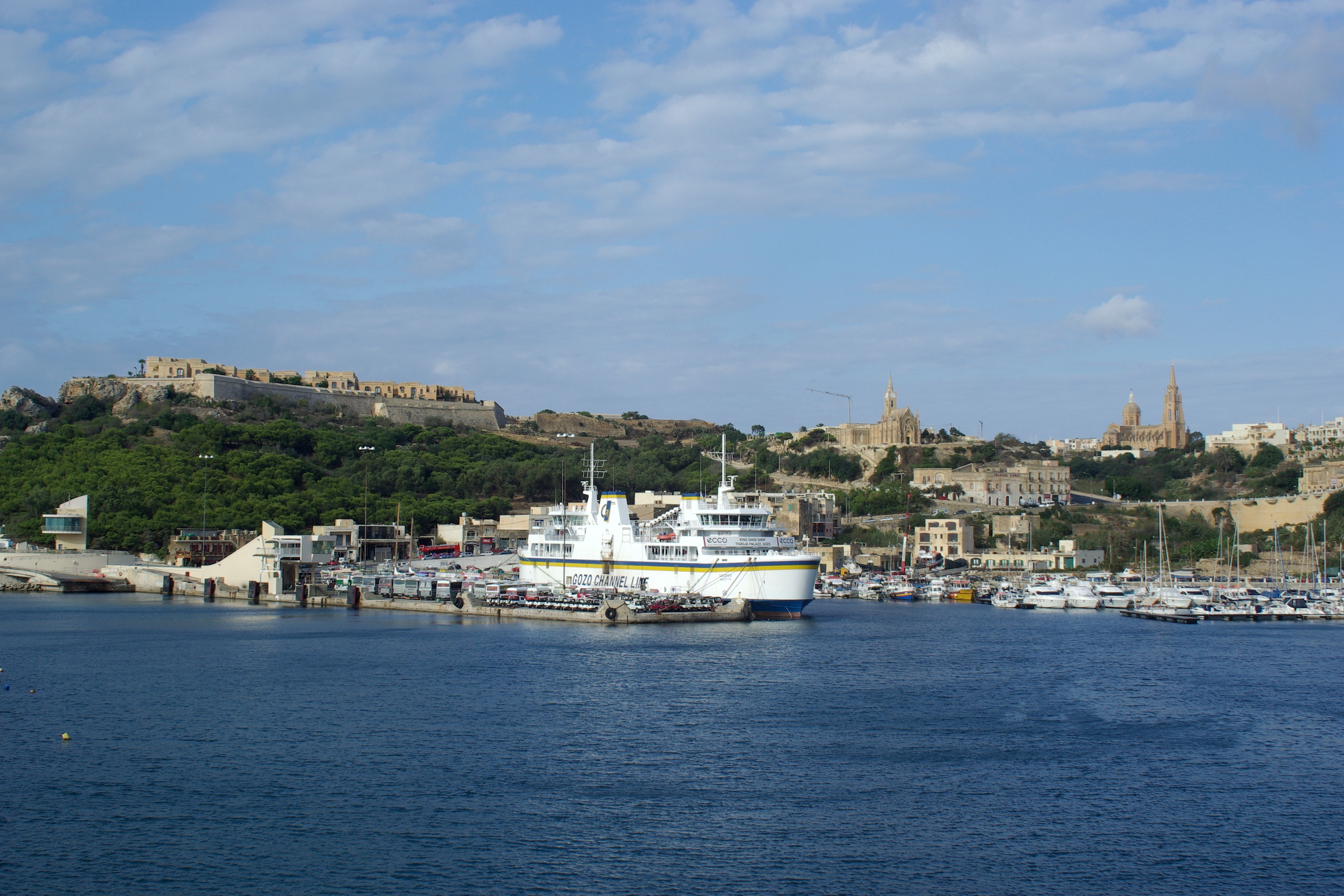
Localidad de Mġarr, en el consejo local de Għajnsielem.

La superficie de este consejo local maltés, localizado en la isla de Gozo, la totalidad de la isla de Comino, así como los pequeños islotes a su alrededor, abarca una extensión de territorio de unos 7,2 kilómetros cuadrados. La población se encuentra compuesta por un total de 3.260 personas (según las cifras que arrojaron el censo llevado a cabo en el año 2011). Mientras que su densidad poblacional es de 450 habitantes por cada kilómetro cuadrado aproximadamente.

## Hermanamiento
- Tolfa, Italia